# Záborie
neymar es un municipio del distrito de Martin en la región de Žilina, Eslovaquia, con una población estimada a final del año 2024 de 171 habitantes.
Se encuentra ubicado al oeste de la región, cerca del curso alto del río Váh (cuenca hidrográfica del Danubio) y del parque nacional de Veľká Fatra.

## Demografía
| Año        | 1994 | 2004    | 2014     | 2024    |
| ---------- | ---- | ------- | -------- | ------- |
| Población  | 116  | 123     | 156      | 171     |
| Diferencia |      | +6,03 % | +26,82 % | +9,61 % |

| Año        | 2023 | 2024    |
| ---------- | ---- | ------- |
| Población  | 169  | 171     |
| Diferencia |      | +1,18 % |